# Килкорнан
Килкорнан (англ. Kilcornan; ирл. Cill Churnáin) — деревня в Ирландии, находится в графстве Лимерик (провинция Манстер) у трассы N69.